# Marv Wolfman
Marv Wolfman (Brooklyn, Nova Iorque, 13 de maio de 1946) é um roteirista de histórias em quadrinhos estadunidense.
Sua carreira alcançou o auge na década de 1980, quando criou os Omega Men para a DC Comics e Blade e Nova para a Marvel Comics. Em 1985 foi o escritor da mega série Crise das Infinitas Terras, desenhada por George Perez, e que reformulou o universo DC.Ao lado do mesmo desenhista seria o responsável pelo maior sucesso da DC nos anos seguintes, Os Novos Titãs, introduzindo personagens importantes como Cyborg, Estelar, Ravena e Mutano além do supervilão Slade, atualmente famosos por estrelarem um desenho animado em estilo anime.